# Saint-Quentin-de-Blavou
Saint-Quentin-de-Blavou è un comune francese di 76 abitanti situato nel dipartimento dell'Orne nella regione della Normandia.

## Società

### Evoluzione demografica
Abitanti censiti